# Max Rumpf (Musiker)
Max Rumpf (* 22. Juni 1906 in Berlin; † 12. September 1987 in Darmstadt) war ein deutscher Musiker (Piano, Schlagzeug) und Orchesterleiter der Jazz- und Unterhaltungsmusik.

## Leben und Wirken
Rumpf erhielt während seiner Schulzeit auf der Oberrealschule Klavierunterricht; nach dem Abitur im Jahre 1924 immatrikulierte er sich an der Universität Berlin, wo er Medizin bis zum vierten Semester studierte, um dann Optiker zu werden. Während dieser Ausbildung entwickelt er tieferes Interesse an der Musik. Er wurde Musiker und tingelte bis 1928 als Kinopianist, um dann als Solopianist und in einem Klavierduo mit Mark Hermanns aufzutreten, das auch in Paris Gastspiele gab. Er konzentrierte sich zunehmend aufs Schlagzeugspiel und wurde 1932 Mitglied des Orchesters von Boris Romanoff, mit dem er auch an Plattenaufnahmen mitwirkte und auf Auslandstournee ging. 1933 ging er mit dem Septett von Alexander Grammatikoff auf Tournee, mit dem er dann eine gemeinsame Band leitete, aus der 1935 seine eigene Band Max Romme und seine Rommees entstand. Nach Ausbildung zum Schlagzeuger und Zulassung als Profimusiker durch die Reichsmusikkammer nannte er 1937 seine Band, die rasch auf Bigband-Stärke anwuchs, um. 
Im Juli 1937 erhielt Rumpf einen Vertrag von der Deutschen Crystalate Gesellschaft m.b.H., der ihm monatliche Schallplattenaufnahmen auf deren Labeln Kristall und später Imperial zusicherte. Erste eigene Aufnahmen entstanden mit Sängern wie Rudi Schuricke, Hans Albers und Heinz Rühmann. Insbesondere zwischen September 1938 und Mai 1939 nahm Rumpf mit seinem Orchester (für das Imperial-Etikett) „etliche hervorragende angelsächsische Swingtitel auf, welche die hohe Qualität der Band erahnen lassen.“
1939 kam es im Berliner Delphi zum Eklat, als SA-Leute Rumpfs Gesangssolisten Fin Olsen und Viola Rosé von der Tanzfläche holten, weil ihnen ein „Excentric-Tanz“ der beiden Künstler nicht zusagte, der als „undeutsch“ bewertet wurde. Trotz eines anprangernden Artikels im Stürmer hielt Rumpf an seinem musikalischen Kurs fest. Im März 1940 wurde er zum Kriegsdienst eingezogen, was das Ende seines Tanzorchesters bedeutete. Einige Musiker der Band wie Lubo D’Orio spielten weiterhin Swingmusik.
Rumpf wurde im Krieg mehrfach verwundet. Eine neue Band, die er 1945 in britischer Kriegsgefangenschaft in Oldenburg gründete, musste er wegen eines schweren Gehörschadens, den er sich im Krieg zugezogen hatte, aufgeben. Von 1946 bis 1964 war Rumpf in der Automobilbranche tätig, zunächst als Verkäufer und dann als Verkaufsleiter. Beruflich bedingt gelangte er über Kaiserslautern nach Darmstadt, wo er 1966 ein Optikergeschäft gründete, das 1970 um einen Filialbetrieb ergänzt wurde.